# Les Angles (Pyrénées-Orientales)
Les Angles település Franciaországban, Pyrénées-Orientales megyében. Lakosainak száma 584 fő (2022. január 1.). Les Angles Bolquère, Angoustrine-Villeneuve-des-Escaldes, Formiguères, Matemale és La Llagonne községekkel határos.

## Földrajz

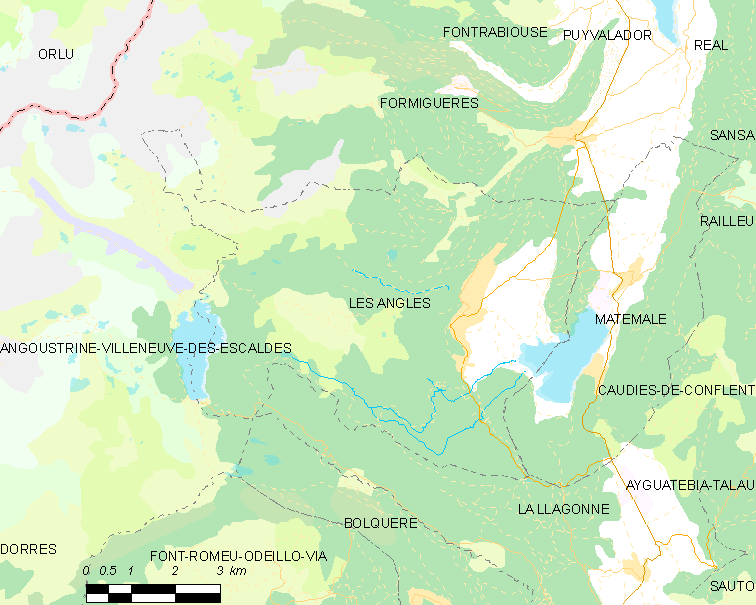
Les Angles térkép

## Népesség

Népesség 1962-2008

A település népességének változása: